# Pedagogia da Autonomia

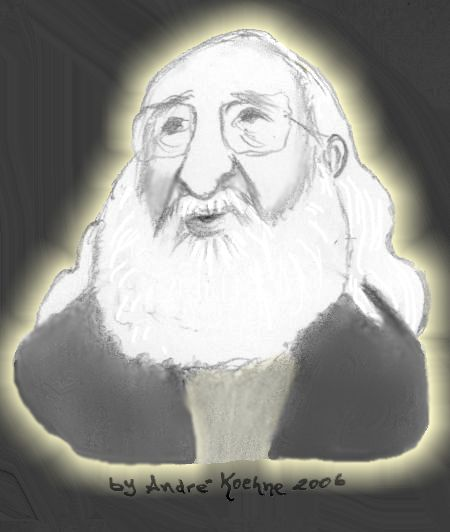
Desenho retratando Paulo Freire

Pedagogia da Autonomia é um livro da autoria do educador brasileiro Paulo Freire, publicado em 1996. A obra apresenta propostas de práticas pedagógicas como forma de construir a autonomia dos educandos, valorizando e respeitando sua cultura e seu acervo de conhecimentos empíricos junto à sua individualidade.

## Características

### Estrutura
O livro é dividido em três capítulos e cada capítulo possui nove subcapítulos. Os capítulos são "Prática docência: primeira reflexão","Ensinar não é transferir conhecimento" e "Ensinar é uma especificidade humana".

## Premissas
A obra reúne experiências e novos métodos, que valorizam a curiosidade dos educandos e educadores, condenando a rigidez ética que se volta aos interesses capitalistas, que deixam à margem do processo de socialização os menos favorecidos.
O autor baseou-se, durante o desenvolvimento do livro, em ideias progressistas de ensino, isto é, colocando em evidência o conhecimento prévio do aluno em diálogo com a disciplina. Sendo assim, ele defende uma  posição oposta ao caráter autoritário da educação bancária, assinalando  atitudes que possibilitem a construção e valorização da liberdade, valorizando também a experiência de vida como primordial para o efetivo aprendizado. Além de evidenciar severas críticas ao fatalismo, ao neoliberalismo e à globalização.
Primeiramente, Paulo Freire enfatiza que para um educador cuja perspectiva seja progressista, é necessário entender que o ensinar é um processo obtido socialmente e, consequentemente, não se trata de um ato de transmissão de conhecimentos, mas sim de criação de oportunidades para a construção dos saberes. Dessa forma, o educando se torna o sujeito de seu próprio processo de aquisição de conhecimento, entendendo ainda que, a partir de seu conceito de dodiscência, aquele que ensina aprende ao ensinar e, aquele que aprende, ensina ao aprender. Entretanto, nesta formação é indispensável que o docente possibilita ao aluno um objetivo a ser traçado em sua busca ao conhecimento. Dessa maneira, os alunos vão ter qualidades críticas e serão capazes de criar. Da mesma forma, cabe a ele estimular os seus alunos a verificarem os conteúdos de suas próprias descobertas, assim, os formará autônomos de seus conhecimentos e disciplinados metodologicamente. Desse modo, não podemos considerar o processo de aprendizagem dos educandos como um “vir a ser” pois eles já possuem seus próprios conhecimentos baseados nas suas experiências pessoais e também coletivas.
Antagônico aos alunos de um professor com raízes tradicionais, que repetirá tudo que já foi lido depositando os conhecimentos, anulando o poder de indagação e de curiosidade do educando para construir o próprio saber. Ou seja, as dúvidas e curiosidades são silenciadas pelo autoritarismo do educador, que enxerga a si próprio como possuidor de um conhecimento indiscutível.
As ideias pedagógicas progressistas de forma alguma, devem ser confundidas com um ato de espontaneidade e liberdade dos professores e alunos diante da construção desse conhecimento. Ou seja, cabe aos educadores, conduzirem de forma metodológica e planejada os conteúdos ensinados para que essa prática seja eficiente. Sendo assim, o educador progressista tem o papel de apoiar o educando em suas descobertas, pois a prática docente não se separa da prática discente, já que o educador está em constante aprendizado, assim como os educandos, e por isso há uma troca de saberes entre eles, que foi denominada por Paulo Freire de “dodiscência”.
Como eixo norteador de sua prática pedagógica, Freire defende que "formar" é muito mais que formar o ser humano em suas destrezas, atentando para a necessidade de formação ética dos educadores, conscientizando-os sobre a importância de estimular os educandos a uma reflexão crítica da realidade em que está inserido. Por isso, a prática do professor não deve e nem consegue ser neutra, pois o mesmo precisa ter uma posição política, econômica e social.
Assim, Freire defende o ideal no qual o indivíduo deve se comportar como ser histórico e ativo de suas opiniões e atitudes. Para a inexistência de seres que apenas se adaptam-se tornando objetos da sociedade, faz-se necessário a conscientização não como solução utópica para qualquer eventualidade, e sim, com a finalidade de formar uma nova consciência crítica para enfrentar barreiras em sua trajetória e em seu autoconhecimento. Sendo radical às ideias fatalistas e às doutrinas neoliberais. Possuir uma visão fatalista significa enxergar o destino como irrevogável, e apenas esperar o futuro acontecer, sem qualquer possibilidade de mudança através da capacidade crítica que possuímos. Essa ideologia é disseminada pelo sistema dominante, o qual vê vantagem em ter uma população que enfrente os problemas passivamente.
Para o encorajamento de seres críticos, dentro do espaço escolar, é fundamental ao educador contrapor com seu discernimento necessário para o engajamento às melhores condições estruturais à educação. E adentrar-se sem contradizer o partidarismo político que esteja envolvido, exigindo garantia de causas relacionadas à educação.
Por isso, a prática educativa consiste em uma forma de politizar e nunca ser indiferente a diversos olhares sobre a realidade e possuir esperanças na melhora do que ainda não está no ideal para a situação da educação brasileira.
Enfatiza também alguns aspectos primordiais, porém nem sempre adotados pela sociedade atual, como: simplicidade, humanismo, ética e esperança, já que, na sua visão, o capitalismo leva a sociedade a um consumismo exacerbado e a uma alienação coletiva, através, principalmente, dos veículos de comunicação de massa. Nota-se também um saber de extrema importância na pedagogia que é o saber ético, ou seja, nunca impedir o outro de refletir.
Ainda mais que, dentro da sociedade, os valores morais e éticos estão cada vez mais perdendo seu respeito. Com a globalização, a ética está agindo a favor dos interesses da economia e do lucro que dela é gerado e não favorecendo os interesses humanos de convívio, respeito e justiça. A ética só diz respeito, dentro do sistema, a minorias protegidas pelo lucro, havendo um domínio sobre as outras classes quanto a ideologias a serem seguidas, à educação a serem transmitidas.
Segundo o autor, o fracasso educacional deve-se em particular a técnicas de ensino ultrapassadas e sem conexão com o contexto social e econômico do aluno, mantendo-se assim o status quo, pois a escola ainda é um dos mais importantes aparelhos ideológicos do Estado.
Quanto à disciplina dentro do espaço pedagógico em que o educando está inserido é inadmissível qualquer tipo de permissividade, pelo contrário, Freire atenta seu olhar ao fato de que o professor tende a estimular a liberdade por meio da disciplina. E manter esse ambiente, por meio de sua figura como autoridade, isso é, de quem coordena as atividades, consciente do respeito, possuindo humildade e ética necessária para a prática educativa se efetivar, e depositar responsabilidade em seus alunos e a partir dessa atitude, impor os limites de comportamentos dentro do espaço escolar para de fato usarem de maneira correta a liberdade concedida.
O educador diz que “a educação é uma forma de intervenção no mundo, e que não pode duvidar um momento sequer de sua prática educativo-crítica é como experiência especificamente humana, a educação é uma forma de intervenção no mundo.” A educação faz com que o ser humano ,através de conhecimentos adquiridos, alcance novos horizontes no decorrer da sua vida. A educação ajuda na compreensão, na tolerância e faz com que exista mais amizade entre grupos sociais, raciais e religiosos.